# فرد براون (لاعب دوري الرغبي)
فرد براون (بالإنجليزية: Fred Brown)‏ هو لاعب دوري الرغبي أسترالي، ولد في 16 أبريل 1926، وتوفي في 3 يوليو 2016.